# Spilosoma angiani
Spilosoma angiani är en fjärilsart som beskrevs av James John Joicey och Talbot 1916. Spilosoma angiani ingår i släktet Spilosoma och familjen björnspinnare. Inga underarter finns listade i Catalogue of Life.